# Liste der Kulturdenkmale in Waldhufen
In der Liste der Kulturdenkmale in Waldhufen sind die Kulturdenkmale der sächsischen Gemeinde Waldhufen verzeichnet, die bis März 2019 vom Landesamt für Denkmalpflege Sachsen erfasst wurden (ohne archäologische Kulturdenkmale). Die Anmerkungen sind zu beachten.
Diese Aufzählung ist eine Teilmenge der Liste der Kulturdenkmale im Landkreis Görlitz.

## Diehsa
| Bild                                    | Bezeichnung | Lage                                                    | Datierung | Beschreibung                                                                                                   | ID       |
| --------------------------------------- | --- | ------------------------------------------------------- | --- | --- | -------- |
| Weitere Bilder                          | Wegestein | (gegenüber der Kirche) (Karte)                          | 19. Jahrhundert | Verkehrsgeschichtlich von Bedeutung                                                                            | 09268967 |
|                                         | Schulgebäude (mit angebautem Nebenflügel)                                                                                            | Alte Radischer Straße 1 (Weißenberger Straße 4) (Karte) | 1938 | Von bau- und ortsgeschichtlicher Bedeutung, hoher Originalitätsgrad                                            | 09268972 |
| Direkt Bild zu diesem Denkmal hochladen | Wohnstallhaus | Alte Radischer Straße 9 (Karte)                         | Um 1840 | Obergeschoss Fachwerk, weitgehend ursprünglich, baugeschichtlich von Bedeutung                                 | 09268984 |
| Direkt Bild zu diesem Denkmal hochladen | Zwei Wirtschaftsgebäude des ehemaligen Rittergutes                                                                                   | Am Getreidespeicher 1, 10 (Karte)                       | Ab 1848 | Bau- und ortsgeschichtlich von Bedeutung                                                                       | 09269986 |
| Direkt Bild zu diesem Denkmal hochladen | Gutspark des ehemaligen Ritterguts Diehsa                                                                                            | Jänkendorfer Straße (Karte)                             | Ab 1848 | Garten- und ortsgeschichtlich von Bedeutung                                                                    | 09307303 |
| Weitere Bilder                          | Gasthof Am Markt und zwei Seitengebäude                                                                                              | Jänkendorfer Straße 1 (Karte)                           | Bezeichnet mit 1887 | Baugeschichtlich und ortsgeschichtlich von Bedeutung                                                           | 09268973 |
| Direkt Bild zu diesem Denkmal hochladen | Korbbogen-Türgewände mit Schlussstein                                                                                                | Jänkendorfer Straße 2 (Karte)                           | Bezeichnet mit 1813 | Mit altem Türblatt, künstlerisch-handwerklich von Bedeutung                                                    | 09268974 |
| Direkt Bild zu diesem Denkmal hochladen | Häusleranwesen | Jänkendorfer Straße 13 (Karte)                          | Um 1850 | Fachwerk, eingeschossig, hochgradig ursprünglich erhalten, baugeschichtlich von Bedeutung                      | 09268981 |
| Direkt Bild zu diesem Denkmal hochladen | Wirtschaftsgebäude des ehemaligen Rittergutes                                                                                        | Kastanienallee 4 (Karte)                                | Ab 1848 | Bau- und ortsgeschichtlich von Bedeutung                                                                       | 09302558 |
| Weitere Bilder                          | Marktplatz-Ensemble aus sechs historischen Marktständen                                                                              | Kollmer Straße (auf dem Gelände von Nr. 1) (Karte)      | 1844 | Fachwerk mit Lehmgefachen, ortsgeschichtlich von Bedeutung                                                     | 09268969 |
| Weitere Bilder                          | Kirche mit Kirchhof und Einfriedung, ein barockes Grabmal sowie Torhaus mit Kriegerdenkmal für die Gefallenen des Ersten Weltkrieges | Kollmer Straße (Karte)                                  | 1643 Glockenhaus; bezeichnet mit 1687 (Kirchhofstorhaus); 18. Jahrhundert (Grabmal); 1805 Turm; nach 1918 (Kriegerdenkmal) | Baugeschichtlich und ortsgeschichtlich von Bedeutung                                                           | 09268966 |
| Weitere Bilder                          | Gewandhaus, Feuerwehr-Schlauchturm sowie Granit-Zaunsäulen                                                                           | Kollmer Straße 1 (Karte)                                | Bezeichnet mit 1841 | Gewandhaus klassizistischer Bau, baugeschichtlich und ortsgeschichtlich von Bedeutung                          | 09268968 |
| Direkt Bild zu diesem Denkmal hochladen | Wohnstallhaus und Seitengebäude eines Zweiseithofes                                                                                  | Mittelstraße 2 (Karte)                                  | 2. Hälfte 19. Jahrhundert                                                                                                  | Baugeschichtliche Relevanz und prägend für die Ortskernstruktur                                                | 09268970 |
| Direkt Bild zu diesem Denkmal hochladen | Gesindehaus und Inspektorenhaus des ehemaligen Rittergutes                                                                           | Mittelstraße 14, 16 (Karte)                             | Ab 1848 | Bau- und ortsgeschichtlich von Bedeutung                                                                       | 09269545 |
| Direkt Bild zu diesem Denkmal hochladen | Häusleranwesen | Nieder-Fiebig 5 (Karte)                                 | Um 1900 | Im regionaltypischen Aussehen, hoher Originalitätsgrad, baugeschichtlich von Bedeutung                         | 09268977 |
| Direkt Bild zu diesem Denkmal hochladen | Wohnstallhaus | Quitzdorfer Weg 1 (Karte)                               | 2. Hälfte 19. Jahrhundert                                                                                                  | Im regionaltypischen Aussehen, hoher Originalitätsgrad, baugeschichtlich von Bedeutung                         | 09268978 |
| Direkt Bild zu diesem Denkmal hochladen | Ländliches Wohnhaus | Quitzdorfer Weg 4 (Karte)                               | Vor 1900 | Von hohem Originalitätsgrad, Dokumentation erforderlich, baugeschichtlich von Bedeutung                        | 09268979 |
| Weitere Bilder                          | Pfarrhaus, Pfarrscheune, Einfriedungsmauer und Pfarrgarten                                                                           | Weißenberger Straße 2 (Karte)                           | 1735 | Bau- und ortsgeschichtliche Bedeutung                                                                          | 09268971 |
|                                         | Schulgebäude (mit angebautem Nebenflügel)                                                                                            | Weißenberger Straße 4 (Alte Radischer Straße 1) (Karte) | 1938 | Von bau- und ortsgeschichtlicher Bedeutung, hoher Originalitätsgrad                                            | 09268972 |
| Direkt Bild zu diesem Denkmal hochladen | Wohnstallhaus | Weißenberger Straße 10 (Karte)                          | 2. Hälfte 19. Jahrhundert                                                                                                  | Mit integriertem Wirtschaftsteil, regionaltypisch, Dokumentation erforderlich, baugeschichtlich von Bedeutung  | 09268982 |
| Direkt Bild zu diesem Denkmal hochladen | Wohnhaus und zwei Seitengebäude eines Dreiseithofes                                                                                  | Weißenberger Straße 13 (Karte)                          | ca. 1850 (Wohnhaus); 1930er Jahre Seitengebäude und Anbau                                                                  | In Aussehen und Struktur erhalten, baugeschichtliche Bedeutung                                                 | 09268983 |
| Direkt Bild zu diesem Denkmal hochladen | Wohnstallhaus | Weißenberger Straße 40 (Karte)                          | 2. Hälfte 19. Jahrhundert                                                                                                  | Regionaltypisch, mit vielen originalen Details, baugeschichtliche Bedeutung                                    | 09268986 |
| Direkt Bild zu diesem Denkmal hochladen | Wohnstallhaus | Weißenberger Straße 46 (Karte)                          | Vor 1900 | Eingeschossig, regionaltypisch, weitgehend im ursprünglichen Aussehen erhalten, baugeschichtlich von Bedeutung | 09268985 |
| Direkt Bild zu diesem Denkmal hochladen | Wohnstallhaus und massive Scheune eines ehemaligen Vierseithofes                                                                     | Weißenberger Straße 54, 56 (Karte)                      | Um 1800, womöglich älter (Bauernhaus); um 1900 (Scheune)                                                                   | Wohnstallhaus Obergeschoss Fachwerk, baugeschichtlich und wirtschaftsgeschichtlich von Bedeutung               | 09268987 |
| Weitere Bilder                          | Wegestein | Zum Lurchenberg (Ecke Alte Radischer Straße) (Karte)    | 19. Jahrhundert | Verkehrsgeschichtlich von Bedeutung                                                                            | 09268975 |
| Direkt Bild zu diesem Denkmal hochladen | Ländliches Wohnhaus | Zum Lurchenberg 1 (Karte)                               | 19. Jahrhundert | Regionaltypische Bauweise, hoher Originalitätsgrad, baugeschichtlich von Bedeutung                             | 09268976 |

## Jänkendorf
| Bild           | Bezeichnung | Lage                                                                                | Datierung                                                                            | Beschreibung | ID       |
| -------------- | --- | ----------------------------------------------------------------------------------- | ------------------------------------------------------------------------------------ | --- | -------- |
|                | Grabmal | (Weg nach Attendorf, 400 Meter vor Straße nach Wiesa; im Wald) (Karte)              | Vermutlich 1753                                                                      | Ortsgeschichtlich von Bedeutung [Anmerkung: Gemäß Inschrift handelt es sich nicht um ein Grab, sondern um einen Gedenkstein für den an dieser Stelle im August 1753 vom Blitz erschlagenen Johann Carl Schmidt.] | 09268950 |
|                | Wegestein | (Ortseingang von Wiesa kommend, An der Scheibe Ecke Ullersdorf-Wiesa) (Karte)       | 19. Jahrhundert                                                                      | Verkehrsgeschichtlich von Bedeutung | 09268831 |
|                | Wegestein | (500 m westlich von Wilhelminenthal) (Karte)                                        | 19. Jahrhundert                                                                      | Verkehrsgeschichtlich von Bedeutung | 09268830 |
|                | Wegestein | (Straße nach Niesky, 500 Meter nordöstlich von Ullersdorf) (Karte)                  | 19. Jahrhundert                                                                      | Verkehrsgeschichtlich von Bedeutung | 09268829 |
|                | Wohnhaus eines Vierseithofes | Am Dorfteich 7 (Karte)                                                              | Nach 1850                                                                            | Eventuell Auszugshaus, kleiner massiver Bau in ursprünglichem Aussehen, klassizistisches Haustürblatt, baugeschichtlich von Bedeutung | 09268854 |
|                | Zwei Gedenksteine derer von Nostitz | Am Poetenteich (Karte)                                                              | Bezeichnet mit 1800 und 1801                                                         | Ortsgeschichtlich von Bedeutung, im klassizistischen Stil | 09268837 |
|                | Häusleranwesen | Am Poetenteich 1 (Karte)                                                            | 2. Hälfte 19. Jahrhundert                                                            | Fachwerk-Häuslerhaus, Relikt regionaltypischer Holzbauweise, baugeschichtlich von Bedeutung | 09268851 |
|                | Wohnstallhaus | Am Schöps 3 (Karte)                                                                 | Vor 1900                                                                             | Kleiner Bau in regionaltypischem Aussehen, baugeschichtlich von Bedeutung | 09268855 |
|                | Bruchsteinbrücke | An der Scheibe (Karte)                                                              | Wahrscheinlich 19. Jahrhundert                                                       | Zweibogig, baugeschichtlich von Bedeutung | 09268835 |
|                | Wohnstallhaus | An der Scheibe 5 (Karte)                                                            | Um 1900                                                                              | Relativ kleines Wohn-Wirtschaftsgebäude mit dem regionaltypischem Grundriss des Mitteldeutschen Wohnstallhauses, im Kern entstanden um 1880; eingeschossiger massiver Bau (überputzte Ziegel) mit zweistühligem Satteldach mit Biberschwanzdeckung (Kaltdach mit Fledermausgaupe, Stand 2011), Sockel und Haustürgewände aus Granit, die Fensteröffnungen innen segmentbogig; Giebellünette und profiliertes Traufgesims sind charakteristische ländliche Schmuckformen; von baugeschichtlicher Bedeutung. | 09268848 |
|                | Wohnstallhaus | An der Scheibe 7 (Karte)                                                            | Um 1900                                                                              | Mit regionaltypischem Grundriss, weitgehend ursprünglich erhalten, baugeschichtlich von Bedeutung | 09268847 |
|                | Ländliches Wohnhaus | An der Scheibe 24 (Karte)                                                           | 2. Hälfte 19. Jahrhundert; Gaupe wahrscheinlich später                               | Hochgradig im ursprünglichen Aussehen wieder hergestellt, baugeschichtlich von Bedeutung | 09268845 |
|                | Ehemaliger Forsthof mit Wohnhaus, Seitengebäude und Einfriedungsmauer                                                                     | An der Scheibe 27 (Karte)                                                           | 18. Jahrhundert (Seitengebäude); vor 1900 (Forsthof)                                 | Einflüsse des Schweizerstils, bau- und ortsgeschichtliche Relevanz | 09268844 |
|                | Häusleranwesen | Dorfstraße (westlich von Nr. 3b) (Karte)                                            | Vor 1900                                                                             | Regionaltypische Backsteinarchitektur, baugeschichtlich von Bedeutung | 09268858 |
|                | Wohnstallhaus | Dorfstraße 4 (Karte)                                                                | Um 1800                                                                              | Fachwerk, mit vielen ursprünglichen Details, Strukturbestandteil der ursprünglichen Auenbebauung, wiss.-dok. Wert, baugeschichtlich und sozialgeschichtlich von Bedeutung | 09268857 |
|                | Ländliches Wohnhaus | Dorfstraße 5 (Karte)                                                                | Vor 1850                                                                             | Mit originalem Wand-Öffnung-Verhältnis, Strukturbestandteil der ursprünglichen Auenbebauung, baugeschichtlich von Bedeutung | 09268856 |
|                | Wohnstallhaus und drei Seitengebäude eines Vierseithofes                                                                                  | Dorfweg 7 (Karte)                                                                   | 2. Hälfte 19. Jahrhundert                                                            | Sowohl im Aussehen als auch in der Struktur ursprünglich erhalten, daher Seltenheitswert, regionaltypisch, baugeschichtlich von Bedeutung | 09268867 |
|                | Waldfriedhof (Soldatenfriedhof) | Hochstraße (auf dem Monumentshügel) (Karte)                                         | Nach 1945                                                                            | Von Weißbuchenhecke umfasster kleiner Friedhof mit einfachen gleichartigen Grabmalen für die hier 1945 gefallenen deutschen Soldaten (wahrscheinlich Angehörige des Volkssturms), davon 25 namentlich bekannt und 48 unbekannt, geschichtlich von Bedeutung | 09269620 |
|                | Wohnstallhaus und zwei Seitengebäude eines Dreiseithofes, mit Hofpflasterung                                                              | Nieskyer Straße 23 (Karte)                                                          | 2. Hälfte 19. Jahrhundert                                                            | Sowohl in Struktur als auch im Aussehen ursprünglich erhalten (hier selten), baugeschichtlich und wirtschaftsgeschichtlich von Bedeutung | 09268859 |
|                | Wohnhaus und Seitengebäude | Nieskyer Straße 32 (Karte)                                                          | Vermutlich vor 1914                                                                  | In weitgehend unverändertem Zustand, Wohnhaus mit Einflüssen des Reformstils, baugeschichtlich von Bedeutung | 09268866 |
|                | Pfarrhof mit Pfarrhaus und zwei Seitengebäuden                                                                                            | Nieskyer Straße 35 (Karte)                                                          | 18. und 19. Jahrhundert                                                              | Bau- und ortsgeschichtliche Bedeutung, Strukturbestandteil des Ortskerns, baugeschichtlich und ortsgeschichtlich von Bedeutung | 09268864 |
| Weitere Bilder | Kirche mit Kirchhof und Einfriedungsmauer                                                                                                 | Nieskyer Straße 35a (Karte)                                                         | 1346 erwähnt                                                                         | Baugeschichtlich, ortsgeschichtlich und straßenbildprägend von Bedeutung | 09269985 |
|                | Teichständer | Rosengasse (am Teich) (Karte)                                                       | Bezeichnet mit 1771                                                                  | Technikgeschichtlich von Bedeutung | 09268839 |
|                | Bruchsteinbrücke | Rosengasse (am Teich) (Karte)                                                       | Wahrscheinlich 19. Jahrhundert                                                       | Einbogig, baugeschichtlich von Bedeutung | 09268838 |
|                | Häusleranwesen mit einigen Granitpfeilern der Einfriedung                                                                                 | Rosengasse 4 (Karte)                                                                | Um 1900                                                                              | Regionaltypischer Bau, ursprünglich erhalten, baugeschichtlich von Bedeutung | 09268840 |
|                | Rittergut Jänkendorf (Sachgesamtheit) | Schulstraße 6, 6a, 6b, 7; Ullersdorfer Straße 2, 2a, 2b, 2c, 2d (Karte)             | 17./18. Jahrhundert                                                                  | Sachgesamtheit Rittergut Jänkendorf mit folgenden Einzeldenkmalen: Herrenhaus (Schulstraße 7), Wirtschaftsgebäude (Ullersdorfer Straße 2) sowie Mauern und Teich im Park (siehe Einzeldenkmale 09268862), der Gutspark (Gartendenkmal) und folgenden Sachgesamtheitsteilen: sämtliche Gebäude des Wirtschaftshofes (Schulstraße 6, 6a, 6b und Ullersdorfer Straße 2a, 2b, 2c, 2d); baugeschichtlich, ortsgeschichtlich und landschaftsgestaltend von Bedeutung. Das Rittergut Jänkendorf, auch Schloss genannt, ist als ein Standort der regional bedeutenden Familie Nostitz seit dem 15. Jahrhundert bekannt. Es besaß mit Reichendorf einst auch ein Vorwerk, und auch die sich unweit in Richtung Niesky befindliche Schäferei steht historisch mit ihm im Zusammenhang. Das heutige Herrenhaus wurde um 1725 errichtet. Es zeigt die für den Hochbarock typischen tiefen, ja mächtigen Baukörper, die von ebenfalls charakteristischen Mansarddächern bedeckt sind und im Grundriss eine Dreiflügelanlage formen. Zusammen mit einer sich östlich und südlich anschließende Parkanlage mit Teich sowie mit einem großen umbauten, fast quadratischen Wirtschaftshof bildet das Anwesen nicht nur historisch, sondern auch optisch und strukturell einen über den Ortsverband hinausgehenden, in die Region ausstrahlenden Kern. Es ist ein integraler Bestandteil der speziellen niederschlesischen Kulturlandschaft, die, stärker als sonst in Sachsen, durch Rittergüter und Gutsdörfer geprägt ist. Zu der ortshistorischen und regionalhistorischen Bedeutung des Ritterguts ist auch seine baugeschichtliche Relevanz hervorzuheben. Es zeigt der Nachwelt die für seine Entstehungszeit typischen baulichen Formen und Materialien. Die Mansarddächer – und natürlich die Größe seiner Gesamtgestalt – stehen für die gehobene Bedeutung und Funktion des Gebäudes. Historisch sind auch die stehenden Gaupen, wie eine etwa hundert Jahre alte Ansicht zeigt. Der die ganze Südfassade sich erstreckende Dachhecht ist, wie auch einige Veränderungen in der Größe der Wandöffnungen, allerdings Resultat eines umfassenden Wiederaufbaus des Schlosses nach einem Brand 1958. Es sind diese Veränderungen aber mit Augenmaß geschehen und selbst schon bauhistorisch relevant. | 09303011 |
|                | Herrenhaus (Schulstraße 7), Wirtschaftsgebäude (Ullersdorfer Straße 2) sowie Mauern und Teich im Park (Einzeldenkmale zu ID-Nr. 09303011) | Schulstraße 7 (Ullersdorfer Straße 2) (Karte)                                       | Im Kern 18. Jahrhundert (Herrenhaus); 2. Hälfte 19. Jahrhundert (Wirtschaftsgebäude) | Einzeldenkmale der Sachgesamtheit Rittergut Jänkendorf; baugeschichtlich und ortsgeschichtlich von Bedeutung | 09268862 |
|                | Zwei Wegesteine | Thiemendorfer Weg (200 Meter südlich des Scheibenteiches) (Karte)                   | 19. Jahrhundert                                                                      | Verkehrsgeschichtlich von Bedeutung | 09268951 |
|                | Bruchsteinbrücke | Ullersdorfer Straße (Karte)                                                         | Wahrscheinlich 19. Jahrhundert                                                       | Einbogig, baugeschichtlich von Bedeutung | 09268836 |
| Weitere Bilder | Ehemalige Brauerei, Kulturhaus | Ullersdorfer Straße 1 (Karte)                                                       | Um 1850                                                                              | Bau- und ortsgeschichtlich von Bedeutung, Gutszusammenhang | 09268865 |
|                | Herrenhaus (Schulstraße 7), Wirtschaftsgebäude (Ullersdorfer Straße 2) sowie Mauern und Teich im Park (Einzeldenkmale zu ID-Nr. 09303011) | Ullersdorfer Straße 2 (Schulstraße 7) (Karte)                                       | Im Kern 18. Jahrhundert (Herrenhaus); 2. Hälfte 19. Jahrhundert (Wirtschaftsgebäude) | Einzeldenkmale der Sachgesamtheit Rittergut Jänkendorf; baugeschichtlich und ortsgeschichtlich von Bedeutung | 09268862 |
|                | Kriegerdenkmal für die Gefallenen des Ersten Weltkrieges                                                                                  | Ullersdorfer Straße 4 (gegenüber) (Karte)                                           | Nach 1918                                                                            | Ortsgeschichtlich von Bedeutung | 09268852 |
|                | Wohnstallhaus | Ullersdorfer Straße 10 (Karte)                                                      | Wahrscheinlich vor 1800                                                              | Obergeschoss Fachwerk verbrettert, intakte Holzkonstruktion, Strukturbestandteil der ursprünglichen Auenbebauung, baugeschichtlich von Bedeutung | 09268860 |
|                | Zwei Torpfeiler | Ullersdorfer Straße 36 (bei) (Ecke Am Poetenteich) (Karte)                          | 19. Jahrhundert                                                                      | Vermutlich Einfahrtstor zum ehem. Rittergut, geschichtlich von Bedeutung | 09268841 |
| Weitere Bilder | Georgskirche Ullersdorf mit Kirchhof sowie Kirchhofmauer mit Portal                                                                       | Ullersdorfer Straße 43 (Karte)                                                      | 17. Jahrhundert                                                                      | Das Portal ein klassizistisches, vasenbekröntes Granitportal, baugeschichtlich, ortsgeschichtlich und straßenbildprägend von Bedeutung | 09268833 |
|                | Mord- und Sühnekreuz | Ullersdorfer Straße 43 (bei), nahe der Kirchhofmauer (Karte)                        | 15./16. Jahrhundert                                                                  | Ortsgeschichtlich von Bedeutung | 09268832 |
|                | Kriegerdenkmal für die Gefallenen des Ersten Weltkrieges                                                                                  | Ullersdorfer Straße 43 (gegenüber), ca. 80 m westlich der Kirche Ullersdorf (Karte) | Nach 1918                                                                            | Ortsgeschichtlich von Bedeutung | 09268834 |
|                | Drei Seitengebäude eines Bauernhofes (Gotthelfshof)                                                                                       | Ullersdorfer Weg 15, 16 (Karte)                                                     | 19. Jahrhundert und später                                                           | Bau- und ortsgeschichtlich von Bedeutung | 09268842 |
|                | Ländliches Wohnhaus | Ullersdorfer Weg 26 (Karte)                                                         | Um 1900                                                                              | Regionaltypisch, weitgehend ursprünglich erhalten, baugeschichtlich von Bedeutung | 09268843 |

## Nieder Seifersdorf
| Bild                                    | Bezeichnung                                                                                              | Lage                                             | Datierung | Beschreibung | ID       |
| --------------------------------------- | --- | ------------------------------------------------ | --- | --- | -------- |
| Direkt Bild zu diesem Denkmal hochladen | Wohnstallhaus und Scheune eines Bauernhofes                                                              | Am Schwarzen Schöps 2 (Karte)                    | Tafel bezeichnet mit 1861                                                                                            | Bau- und ortsentwicklungsgeschichtlich von Bedeutung | 09294346 |
| Direkt Bild zu diesem Denkmal hochladen | Häuslerhaus                                                                                              | An der Abendseite 14 (Karte)                     | Vor 1800 | Obergeschoss Fachwerk, regionaltypische Holzbauweise, Relikt der ursprünglichen Auenbebauung, Dokumentation erforderlich, baugeschichtlich und sozialgeschichtlich von Bedeutung | 09268906 |
|                                         | Kriegerdenkmal für die Gefallenen des Ersten Weltkrieges                                                 | Arnsdorfer Straße (an der Kirchhofmauer) (Karte) | Nach 1918 | Ortsgeschichtlich von Bedeutung | 09268901 |
| Weitere Bilder                          | Wehrkirche St. Ursula und St. Gallus mit Kirchhof und Wehrmauer sowie Torbau mit spitzbogiger Durchfahrt | Arnsdorfer Straße (Karte)                        | Ab 13. Jahrhundert; Innenausstattung vorwiegend Ende 17. Jahrhundert; 1656 Torbau (Kirchhofstorhaus)                 | Baugeschichtlich und ortsgeschichtlich von Bedeutung | 09268894 |
| Direkt Bild zu diesem Denkmal hochladen | Steindeckerbrücke und Treppe                                                                             | Arnsdorfer Straße (Ecke Rosengässel) (Karte)     | 19. Jahrhundert | Baugeschichtlich von Bedeutung | 09268925 |
| Direkt Bild zu diesem Denkmal hochladen | Wohnstallhaus und drei Seitengebäude eines Vierseithofes                                                 | Arnsdorfer Straße 1, 3, 5 (Karte)                | Bezeichnet mit 1861                                                                                                  | Hochgradig authentisch, baugeschichtlich und ortsbildprägend von Bedeutung | 09268913 |
| Direkt Bild zu diesem Denkmal hochladen | Häuslerhaus                                                                                              | Arnsdorfer Straße 23 (Karte)                     | 1. Hälfte 19. Jahrhundert, womöglich älter                                                                           | Fachwerk-Obergeschoss, sehr einfach, bau- und ortsentwicklungsgeschichtlich von Bedeutung                                                                                        | 09268917 |
| Direkt Bild zu diesem Denkmal hochladen | Wohnstallhaus mit später integriertem Wirtschaftsteil                                                    | Arnsdorfer Straße 40 (Karte)                     | Vor 1730 | Obergeschoss Fachwerk, Andreaskreuze, baugeschichtlich von Bedeutung | 09268919 |
| Direkt Bild zu diesem Denkmal hochladen | Wohnhaus und Scheune eines Zweiseithofes                                                                 | Arnsdorfer Straße 46 (Karte)                     | Bezeichnet mit 1834                                                                                                  | Wohnhaus mit Anleihen klassizistischer städtischer Architektur, Dokumentation erforderlich, baugeschichtlich und wirtschaftsgeschichtlich von Bedeutung                          | 09268920 |
| Direkt Bild zu diesem Denkmal hochladen | Ländliches Wohnhaus                                                                                      | Arnsdorfer Straße 48 (Karte)                     | Um 1850 | Mit gegiebelter Eingangssituation, baugeschichtlich von Bedeutung | 09268921 |
| Direkt Bild zu diesem Denkmal hochladen | Wohnstallhaus und zwei Seitengebäude eines ehemaligen Vierseithofes                                      | Arnsdorfer Straße 53, 55 (Karte)                 | Eckbalken bezeichnet mit 1809; Türgewände bezeichnet mit 1851                                                        | Baugeschichtliche Relevanz, bild- und strukturprägend | 09268922 |
| Direkt Bild zu diesem Denkmal hochladen | Wohnstallhaus                                                                                            | Arnsdorfer Straße 57 (Karte)                     | 18. Jahrhundert | Hochgradig im ursprünglichen Aussehen erhalten, baugeschichtlich und ortsbildprägend von Bedeutung                                                                               | 09268923 |
| Direkt Bild zu diesem Denkmal hochladen | Wohnstallhaus                                                                                            | Arnsdorfer Straße 70 (Karte)                     | Um 1850 | Obergeschoss Fachwerk verbrettert, Konstruktion erhalten, baugeschichtliche Relevanz                                                                                             | 09268927 |
| Direkt Bild zu diesem Denkmal hochladen | Wohnstallhaus und drei Seitengebäude eines Vierseithofes                                                 | Arnsdorfer Straße 71 (Karte)                     | 2. Hälfte 19. Jahrhundert                                                                                            | In Struktur und weitgehend im Aussehen erhalten, baugeschichtlich und wirtschaftsgeschichtlich von Bedeutung                                                                     | 09268929 |
| Direkt Bild zu diesem Denkmal hochladen | Wohnstallhaus                                                                                            | Arnsdorfer Straße 77 (Karte)                     | 2. Hälfte 19. Jahrhundert                                                                                            | Massiv, in den Formen des späteren 19. Jahrhunderts, baugeschichtliche Relevanz                                                                                                  | 09268930 |
|                                         | Gasthof (Gerichtskretscham)                                                                              | Arnsdorfer Straße 88 (Karte)                     | Kern wohl 18. Jahrhundert                                                                                            | Dominantes Gebäude, breite Kubatur, Walmdach, baugeschichtlich und ortsgeschichtlich von Bedeutung                                                                               | 09268933 |
| Direkt Bild zu diesem Denkmal hochladen | Wohnstallhaus, Fachwerk-Seitengebäude und zwei massive Seitengebäude eines Vierseithofes                 | Arnsdorfer Straße 89 (Karte)                     | Wahrscheinlich 1. Hälfte 18. Jahrhundert                                                                             | Wohnstallhaus und Fachwerk-Seite mit Andreaskreuzen, baugeschichtlich und wirtschaftsgeschichtlich von Bedeutung                                                                 | 09268904 |
| Direkt Bild zu diesem Denkmal hochladen | Ländliches Wohnhaus                                                                                      | Arnsdorfer Straße 91 (Karte)                     | Kern vermutlich 18. Jahrhundert                                                                                      | Eingeschossig, mit alter Kubatur, ursprünglich wohl Fachwerk, baugeschichtlich von Bedeutung                                                                                     | 09268932 |
| Direkt Bild zu diesem Denkmal hochladen | Wohnhaus                                                                                                 | Arnsdorfer Straße 99 (Karte)                     | Tafel bezeichnet mit 1911                                                                                            | Mit städtischen Einflüssen, gegiebelter Mittelrisalit, baugeschichtlich von Bedeutung                                                                                            | 09268934 |
| Direkt Bild zu diesem Denkmal hochladen | Pfarrhaus und Seitengebäude mit Hakengrundriss, daneben Torbogen                                         | Arnsdorfer Straße 105 (Karte)                    | 1760 (Pfarrhaus); vor 1900 (Seitengebäude)                                                                           | Bau- und ortsgeschichtliche Bedeutung | 09268893 |
| Direkt Bild zu diesem Denkmal hochladen | Wohnstallhaus und Seitengebäude eines Zweiseithofes                                                      | Arnsdorfer Straße 107 (Karte)                    | 2. Hälfte 19. Jahrhundert                                                                                            | Hochgradig bauhistorisch aussagefähig, Strukturbestandteil der Ortskernbebauung                                                                                                  | 09268891 |
| Direkt Bild zu diesem Denkmal hochladen | Wohnstallhaus und drei Seitengebäude eines Vierseithofes                                                 | Attendorf 1 (Karte)                              | Bezeichnet mit 1860 (Seitengebäude); 2. Hälfte 19. Jahrhundert (Bauernhaus)                                          | In Aussehen und Struktur authentisch erhalten, baugeschichtlich von Bedeutung | 09268871 |
| Direkt Bild zu diesem Denkmal hochladen | Scheune der ehemaligen Klostermühle, davor Brunnenstube                                                  | Attendorf 3 (Karte)                              | 2. Hälfte 19. Jahrhundert                                                                                            | Baugeschichtlich von Bedeutung | 09268874 |
| Direkt Bild zu diesem Denkmal hochladen | Wohnstallhaus, vermutlich Ausgedinge                                                                     | Attendorf 3a (Karte)                             | Vor 1800 | Mit Resten von Fachwerk, ältestes Gebäude im Ort, hochgradig ursprünglich erhalten, baugeschichtliche Bedeutung                                                                  | 09268872 |
| Direkt Bild zu diesem Denkmal hochladen | Scheune eines Dreiseithofes                                                                              | Attendorf 4 (Karte)                              | Vor 1900 | Kleine Fachwerkscheune, baugeschichtlich von Bedeutung | 09268873 |
| Direkt Bild zu diesem Denkmal hochladen | Wohnstallhaus                                                                                            | Attendorf 6 (Karte)                              | Vermutlich vor 1900                                                                                                  | In regionaltypischem Aussehen, weitgehend ursprünglich erhalten, baugeschichtlich von Bedeutung                                                                                  | 09268870 |
| Direkt Bild zu diesem Denkmal hochladen | Mühlengebäude mit Gewässerdurchfluss                                                                     | Attendorf 8 (Karte)                              | Durchfluss um 1850; vor 1900                                                                                         | Feldsteinmauerwerk, baugeschichtliche Relevanz | 09268869 |
| Direkt Bild zu diesem Denkmal hochladen | Wohnstallhaus und zwei Seitengebäude eines Bauernhofes, mit ehemaliger Brennerei (Siedlergut)            | Hauptstraße 6, 7, 8 (Karte)                      | 19. Jahrhundert | Geschichtliche und strukturelle Denkmalgründe, baulich zum Teil verändert | 09268912 |
| Direkt Bild zu diesem Denkmal hochladen | Wohnstallhaus                                                                                            | Hauptstraße 10 (Karte)                           | Um 1800 | Obergeschoss Fachwerk, trotz Veränderungen noch weitgehend im herkömmlichen regionaltypischen Aussehen erhalten, baugeschichtlich von Bedeutung                                  | 09268939 |
| Direkt Bild zu diesem Denkmal hochladen | Wohnstallhaus                                                                                            | Hauptstraße 22 (Karte)                           | Um 1800 | Obergeschoss Fachwerk, gut erhaltene Dachgestaltung, baugeschichtlich von Bedeutung                                                                                              | 09268938 |
| Direkt Bild zu diesem Denkmal hochladen | Häusleranwesen                                                                                           | Hauptstraße 29 (Karte)                           | Um 1900 | In regionaltypischer Holzbauweise, ursprünglich erhalten, baugeschichtlich von Bedeutung                                                                                         | 09268907 |
| Direkt Bild zu diesem Denkmal hochladen | Wohnstallhaus und zwei Seitengebäude eines exponiert liegenden Dreiseithofes                             | Hauptstraße 30 (Karte)                           | Vor 1850 | Wohnstallhaus Obergeschoss Fachwerk, in Struktur und Aussehen erhalten, baugeschichtlich und wirtschaftsgeschichtlich von Bedeutung                                              | 09268908 |
| Direkt Bild zu diesem Denkmal hochladen | Felsenkeller                                                                                             | Hauptstraße 37 (bei) (Karte)                     | 19. Jahrhundert | Wirtschaftsgeschichtlich von Bedeutung | 09268909 |
| Direkt Bild zu diesem Denkmal hochladen | Ländliches Wohnhaus                                                                                      | Hauptstraße 40 (Karte)                           | 2. Hälfte 19. Jahrhundert                                                                                            | Hochgradig ursprünglich erhalten, baugeschichtlich relevant | 09268910 |
| Direkt Bild zu diesem Denkmal hochladen | Wohnstallhaus und Seitengebäude eines Dreiseithofes                                                      | Hauptstraße 57 (Karte)                           | Kern um 1780; bezeichnet mit 1807                                                                                    | Beeindruckendes Beispiel regionaltypischer Holzbauweise, baugeschichtlich und wirtschaftsgeschichtlich von Bedeutung                                                             | 09268890 |
| Direkt Bild zu diesem Denkmal hochladen | Drei Seitengebäude eines Vierseithofes                                                                   | Hauptstraße 60 (Karte)                           | Bezeichnet mit 1921; bezeichnet mit 1922                                                                             | Mischmauerwerk, im Aussehen ursprünglich erhalten, baugeschichtlich und wirtschaftsgeschichtlich von Bedeutung                                                                   | 09268887 |
| Direkt Bild zu diesem Denkmal hochladen | Wohnhaus und drei Seitengebäude eines Vierseithofes                                                      | Hauptstraße 64 (Schmiedeweg 7) (Karte)           | 18. Jahrhundert (Wohnhaus); 2. Hälfte 19. Jahrhundert (Seitengebäude)                                                | Wohnhaus Fachwerk, baugeschichtlich sehr interessant, da Formen und Stoffe mehrerer Zeitalter versammelt sind, baugeschichtlich und ortsbildprägend von Bedeutung                | 09269833 |
| Direkt Bild zu diesem Denkmal hochladen | Wohnstallhaus und zwei Seitengebäude eines Dreiseithofes                                                 | Hauptstraße 70, 71 (Karte)                       | 1. Hälfte 19. Jahrhundert (Wohnstallhaus und Seitengebäude); Scheune um 1920                                         | Wohnhaus Obergeschoss Fachwerk, baugeschichtlich und ortsbildprägend von Bedeutung                                                                                               | 09268850 |
| Direkt Bild zu diesem Denkmal hochladen | Wohnstallhaus und drei Seitengebäude eines Vierseithofes                                                 | Hauptstraße 75 (Karte)                           | 2. Hälfte 19. Jahrhundert                                                                                            | In Struktur und Aussehen authentisch, baugeschichtlich und wirtschaftsgeschichtlich von Bedeutung                                                                                | 09268885 |
| Direkt Bild zu diesem Denkmal hochladen | Wohnhaus und zwei Seitengebäude eines Vierseithofes                                                      | Hauptstraße 80 (Karte)                           | 2. Hälfte 19. Jahrhundert                                                                                            | Baugeschichtliche Relevanz, bildprägend | 09268878 |
| Direkt Bild zu diesem Denkmal hochladen | Bruchsteinscheune und Wegestein                                                                          | Hauptstraße 88 (Karte)                           | 2. Hälfte 19. Jahrhundert (Scheune); 19. Jahrhundert (Wegestein)                                                     | Baugeschichtlich und verkehrsgeschichtlich von Bedeutung | 09268879 |
| Direkt Bild zu diesem Denkmal hochladen | Auszugshaus, Seitengebäude und Scheune eines Vierseithofes                                               | Hauptstraße 90 (Karte)                           | Fachwerkhaus 1. Hälfte 19. Jahrhundert (Seitengebäude); 2. Hälfte 19. Jahrhundert (Seitengebäude); um 1880 (Scheune) | Auszugshaus im Obergeschoss Fachwerk, baugeschichtlich und wirtschaftsgeschichtlich von Bedeutung                                                                                | 09268880 |
| Direkt Bild zu diesem Denkmal hochladen | Drei Seitengebäude eines Vierseithofes                                                                   | Hauptstraße 92 (Karte)                           | 2. Hälfte 19. Jahrhundert                                                                                            | Baugeschichtlich und ortsbildprägend von Bedeutung | 09268882 |
| Direkt Bild zu diesem Denkmal hochladen | Wohnstallhaus und zwei Seitengebäude eines Vierseithofes                                                 | Hauptstraße 96 (Karte)                           | 2. Hälfte 19. Jahrhundert                                                                                            | Zum Teil hochgradig erhalten, baugeschichtlich und wirtschaftsgeschichtlich von Bedeutung                                                                                        | 09268881 |
| Direkt Bild zu diesem Denkmal hochladen | Wohnhaus und drei Seitengebäude eines Vierseithofes                                                      | Hauptstraße 111 (Karte)                          | Nach 1850 (Seitengebäude); bezeichnet mit 1904 (Wohnhaus)                                                            | Von baulicher und bildprägender Qualität | 09268877 |
| Direkt Bild zu diesem Denkmal hochladen | Wohnhaus, zwei Scheunen und zwei Seitengebäude eines Großbauernhofes                                     | Hauptstraße 112, 113 (Karte)                     | 2. Hälfte 19. Jahrhundert (Seitengebäude); um 1900 (Wohnhaus)                                                        | Baugeschichtlich und ortsbildprägend von Bedeutung | 09268876 |
| Direkt Bild zu diesem Denkmal hochladen | Häusleranwesen                                                                                           | Rosengässel 5 (Karte)                            | 19. Jahrhundert | Baugeschichtlich relevant, bildprägende Funktion | 09268914 |
| Direkt Bild zu diesem Denkmal hochladen | Häusleranwesen                                                                                           | Rosengässel 7 (Karte)                            | 19. Jahrhundert | Hochgradig ursprünglich erhalten, baugeschichtlich relevant, bildprägende Funktion                                                                                               | 09268915 |
| Direkt Bild zu diesem Denkmal hochladen | Wohnstallhaus und zwei Seitengebäude eines exponiert liegenden Dreiseithofes                             | Rosengässel 13 (Karte)                           | 2. Hälfte 19. Jahrhundert                                                                                            | In Struktur und Aussehen weitgehend ursprünglich, baugeschichtlich und wirtschaftsgeschichtlich von Bedeutung                                                                    | 09268905 |
| Direkt Bild zu diesem Denkmal hochladen | Häusleranwesen                                                                                           | Schmiedeweg 1 (Karte)                            | Vor 1900 | Regionaltypische Ausprägung, sozialgeschichtlich von Bedeutung | 09268886 |
| Direkt Bild zu diesem Denkmal hochladen | Wohnhaus und drei Seitengebäude eines Vierseithofes                                                      | Schmiedeweg 7 (Hauptstraße 64) (Karte)           | 18. Jahrhundert (Wohnhaus); 2. Hälfte 19. Jahrhundert (Seitengebäude)                                                | Wohnhaus Fachwerk, baugeschichtlich sehr interessant, da Formen und Stoffe mehrerer Zeitalter versammelt sind, baugeschichtlich und ortsbildprägend von Bedeutung                | 09269833 |
| Direkt Bild zu diesem Denkmal hochladen | Ehemaliges Wohnstallhaus                                                                                 | Schmiedeweg 14 (Karte)                           | 18. Jahrhundert | Obergeschoss Fachwerk verputzt, Konstruktion erhalten, auenbildprägend, baugeschichtlich von Bedeutung                                                                           | 09268936 |
| Direkt Bild zu diesem Denkmal hochladen | Wohnstallhaus, Seitengebäude (massiv) und Erdgeschoss eines weiteren Wohnstallhauses eines Vierseithofes | Schmiedeweg 30 (Karte)                           | Fachwerkhaus bezeichnet mit 1851; 2. Hälfte 19. Jahrhundert (Bauernhaus)                                             | In der Struktur erhalten, im Aussehen weitgehend authentisch, baugeschichtlich und wirtschaftsgeschichtlich von Bedeutung                                                        | 09268884 |
| Direkt Bild zu diesem Denkmal hochladen | Wohnstallhaus mit Resten von Umgebinde                                                                   | Thiemendorfer Straße 1 (Karte)                   | Um 1800 | Obergeschoss Fachwerk, konstruktive Rarität, Dokumentation erforderlich, baugeschichtlich von Bedeutung                                                                          | 09268903 |
| Direkt Bild zu diesem Denkmal hochladen | Wohnstallhaus und zwei Seitengebäude eines Dreiseithofes                                                 | Thiemendorfer Straße 3 (Karte)                   | Kern wahrscheinlich 17. Jahrhundert; bezeichnet mit 1806; vor 1900 (Seitengebäude)                                   | Obergeschoss Fachwerk, Strukturbestandteil der Ortskernbebauung, Wohnstallhaus von großem baugeschichtlichen Wert                                                                | 09268902 |

## Thiemendorf
| Bild                                    | Bezeichnung                                                       | Lage                                                    | Datierung                                                  | Beschreibung | ID       |
| --------------------------------------- | ----------------------------------------------------------------- | ------------------------------------------------------- | ---------------------------------------------------------- | --- | -------- |
| Direkt Bild zu diesem Denkmal hochladen | Wegestein                                                         | (Straße nach Wiesa, 1 km vor dem Ortseingang) (Karte)   | 19. Jahrhundert                                            | Verkehrsgeschichtlich von Bedeutung | 09268949 |
|                                         | Fragment einer Brücke der Autobahn                                | (700 m westlich vom Ortseingang) (Karte)                | 1930er Jahre                                               | Historische Bedeutung | 09268948 |
|                                         | Gedenkstein (Predigerstein)                                       | (500 m südöstlich des Ortsendes) (Karte)                | Bezeichnet mit 1813                                        | Geschichtlich von Bedeutung | 09268961 |
|                                         | Zwei Wegesteine                                                   | (südöstlich des Ortsendes, Richtung Königshain) (Karte) | Einer bezeichnet mit 1869; 19. Jahrhundert                 | Verkehrsgeschichtlich von Bedeutung | 09268960 |
|                                         | Zwei Wirtschaftsgebäude des ehemaligen Rittergutes Thiemendorf    | Fritz-Peuser-Straße 1, 2 (Karte)                        | Bezeichnet mit 1855                                        | Bau- und ortshistorische Bedeutung | 09268941 |
| Direkt Bild zu diesem Denkmal hochladen | Wohnhaus                                                          | Fritz-Peuser-Straße 4 (Karte)                           | Nach 1900                                                  | Hier wohnte der Gutspächter, bau- und ortsgeschichtliche Bedeutung                                                                      | 09268942 |
| Direkt Bild zu diesem Denkmal hochladen | Steindeckerbrücke                                                 | Königshainer Straße 16 (bei) (Karte)                    | 19. Jahrhundert                                            | Baugeschichtlich von Bedeutung | 09268943 |
| Direkt Bild zu diesem Denkmal hochladen | Steindeckerbrücke                                                 | Königshainer Straße 18 (bei) (Karte)                    | 19. Jahrhundert                                            | Baugeschichtlich von Bedeutung | 09268944 |
| Direkt Bild zu diesem Denkmal hochladen | Wohnstallhaus                                                     | Königshainer Straße 22 (Karte)                          | Um 1910                                                    | Massiv, spätes Beispiel dieser regionaltypischen Wohn- und Wirtschaftsform, baugeschichtlich und wirtschaftsgeschichtlich von Bedeutung | 09268946 |
| Direkt Bild zu diesem Denkmal hochladen | Ehemalige Schule mit Feuerwehr-Gerätehausanbau                    | Königshainer Straße 24 (Karte)                          | Schule bezeichnet mit 1857; Gerätehaus bezeichnet mit 1911 | Ortshistorische Bedeutung | 09268945 |
| Direkt Bild zu diesem Denkmal hochladen | Häusleranwesen                                                    | Königshainer Straße 31 (Karte)                          | Vor 1900                                                   | Baugeschichtliche Relevanz, hoher Originalitätsgrad                                                                                     | 09268953 |
| Direkt Bild zu diesem Denkmal hochladen | Transformatorenturm                                               | Königshainer Straße 36 (gegenüber) (Karte)              | 1920er Jahre                                               | Ortsgeschichtlich von Bedeutung | 09268947 |
| Direkt Bild zu diesem Denkmal hochladen | Zwei Steindeckerbrücken                                           | Königshainer Straße 37 (gegenüber) (Karte)              | 19. Jahrhundert                                            | Baugeschichtlich von Bedeutung | 09268952 |
| Direkt Bild zu diesem Denkmal hochladen | Ländliches Wohnhaus                                               | Königshainer Straße 43 (Karte)                          | Um 1840                                                    | Obergeschoss Fachwerk, baugeschichtliche Relevanz                                                                                       | 09268954 |
| Direkt Bild zu diesem Denkmal hochladen | Felsenkeller und Stallscheune eines Zweiseithofes                 | Königshainer Straße 48 (Karte)                          | Um 1900                                                    | Baugeschichtlich und wirtschaftsgeschichtlich von Bedeutung                                                                             | 09268956 |
| Direkt Bild zu diesem Denkmal hochladen | Kriegerdenkmal für die Gefallenen des Ersten Weltkrieges          | Königshainer Straße 48 (gegenüber) (Karte)              | Nach 1918                                                  | Ortsgeschichtlich von Bedeutung | 09268955 |
| Direkt Bild zu diesem Denkmal hochladen | Wohnstallhaus und Felsenkeller eines Zweiseithofes                | Königshainer Straße 55 (Karte)                          | Um 1850                                                    | Baugeschichtlich und wirtschaftsgeschichtlich von Bedeutung                                                                             | 09268958 |
| Direkt Bild zu diesem Denkmal hochladen | Scheune eines Dreiseithofes                                       | Königshainer Straße 59 (Karte)                          | 1. Hälfte 19. Jahrhundert                                  | Baugeschichtliche Relevanz, bild- und strukturprägend                                                                                   | 09268957 |
| Direkt Bild zu diesem Denkmal hochladen | Wohnstallhaus                                                     | Königshainer Straße 62b (Karte)                         | Nach 1800                                                  | Obergeschoss Fachwerk, baugeschichtliche Relevanz, bildprägend                                                                          | 09268965 |
|                                         | Müllerwohnhaus und Teich                                          | Mühlweg 1a (Karte)                                      | Um 1850                                                    | Baugeschichtlich und ortsgeschichtlich von Bedeutung                                                                                    | 09268940 |
| Direkt Bild zu diesem Denkmal hochladen | Häusleranwesen                                                    | Schoorsteinweg 1 (Karte)                                | Vor 1900                                                   | Von hohem Originalitätsgrad, baugeschichtlich und sozialgeschichtlich von Bedeutung                                                     | 09268962 |
| Direkt Bild zu diesem Denkmal hochladen | Häusleranwesen mit integriertem Scheunenteil und Fachwerkschuppen | Schoorsteinweg 5 (Karte)                                | Vermutlich vor 1900                                        | Hoher Originalitätsgrad, baugeschichtlich und wirtschaftsgeschichtlich von Bedeutung                                                    | 09268963 |
| Direkt Bild zu diesem Denkmal hochladen | Wohnstallhaus und zwei Seitengebäude eines Dreiseithofes          | Schoorsteinweg 8 (Karte)                                | Vor 1900                                                   | In Struktur und Aussehen hochgradig erhalten, baugeschichtlich und wirtschaftsgeschichtlich von Bedeutung                               | 09268964 |

## Streichungen aus der Denkmalliste

### Streichungen aus der Denkmalliste (Jänkendorf)
| Bild                                    | Bezeichnung                                                         | Lage                           | Datierung                           | Beschreibung | ID       |
| --------------------------------------- | ------------------------------------------------------------------- | ------------------------------ | ----------------------------------- | --- | -------- |
| Direkt Bild zu diesem Denkmal hochladen | Wohnstallhaus mit Wirtschaftsanbau                                  | Am Schafberg 16 (Karte)        | Um 1850, womöglich älter            | Massiv, hochgradig ursprünglich erhalten, Relikt regionaltypischer ländlicher Bauweise in gewandelter Umgebung, baugeschichtlich von Bedeutung. Zwischen September 2014 und August 2015 abgerissen und später neu bebaut. | 09268853 |
| Direkt Bild zu diesem Denkmal hochladen | Schäferei                                                           | Schäferei 6 (Karte)            | Um 1850                             | Dreiseithof von historischer Bedeutung. Zwischen 2014 und 2019 aus der Denkmalliste gestrichen. | 09268988 |
|                                         | Mühlenanwesen mit Müllerwohnhaus, Mühlengebäude, zwei Nebengebäuden | Ullersdorfer Straße 33 (Karte) | Nach 1850; Mahlgebäude wohl um 1900 | Mühlentechnik, Mühlteich und Wasserbau; bau-, orts- und technikgeschichtlich von Bedeutung. Zwischen 2014 und 2019 aus der Denkmalliste gestrichen.                                                                       | 09268849 |

### Streichungen aus der Denkmalliste (Nieder Seifersdorf)
| Bild                                    | Bezeichnung                 | Lage                                | Datierung                                            | Beschreibung | ID       |
| --------------------------------------- | --------------------------- | ----------------------------------- | ---------------------------------------------------- | --- | -------- |
| Direkt Bild zu diesem Denkmal hochladen | Wohnstallhaus               | Arnsdorfer Straße 76 (Karte)        | Um 1700                                              | Obergeschoss Fachwerk, verblattet, Andreaskreuze, Langständer, älteste Generation noch existierender regionaltypischer Holzbauweise, Dokumentation erforderlich, baugeschichtlich von Bedeutung. Zwischen 2008 und 2011 abgerissen. | 09268928 |
| Direkt Bild zu diesem Denkmal hochladen | Wohnstallhaus               | Arnsdorfer Straße 84 (Karte)        | Eckständer bezeichnet mit 1801, Kern womöglich älter | Obergeschoss Fachwerk, hochgradig ursprünglich erhalten, baugeschichtliche Bedeutung. Zwischen 2014 und 2019 aus der Denkmalliste gestrichen.                                                                                       | 09268931 |
| Direkt Bild zu diesem Denkmal hochladen | Wohnstallhaus               | Arnsdorfer Straße 92 (Karte)        | 1. Hälfte 19. Jahrhundert                            | Obergeschoss Fachwerk, baugeschichtlich relevant, Strukturbestandteil der Ortskernbebauung. Zwischen 2014 und 2019 aus der Denkmalliste gestrichen.                                                                                 | 09268935 |
| Direkt Bild zu diesem Denkmal hochladen | Überfallwehr und Ufermauern | Arnsdorfer Straße 104 (bei) (Karte) | 2. Hälfte 19. Jahrhundert                            | Technisches Denkmal, auch städtebaulicher Wert. Zwischen 2014 und 2019 aus der Denkmalliste gestrichen. | 09304066 |
| Direkt Bild zu diesem Denkmal hochladen | Wohnstallhaus               | Hauptstraße 21 (Karte)              | Ende 18. Jahrhundert                                 | Obergeschoss Fachwerk, älteste Generation noch existierender regionaltypischer Holzbauweise, baugeschichtlich von Bedeutung. Zwischen 2008 und 2011 abgerissen.                                                                     | 09268937 |

## Tabellenlegende
- Bild: Bild des Kulturdenkmals, ggf. zusätzlich mit einem Link zu weiteren Fotos des Kulturdenkmals im Medienarchiv Wikimedia Commons. Wenn man auf das Kamerasymbol klickt, können Fotos zu Kulturdenkmalen aus dieser Liste hochgeladen werden:
- Bezeichnung: Denkmalgeschützte Objekte und ggf. Bauwerksname des Kulturdenkmals
- Lage: Straßenname und Hausnummer oder Flurstücknummer des Kulturdenkmals. Die Grundsortierung der Liste erfolgt nach dieser Adresse. Der Link (Karte) führt zu verschiedenen Kartendiensten mit der Position des Kulturdenkmals. Fehlt dieser Link, wurden die Koordinaten noch nicht eingetragen. Sind diese bekannt, können sie über ein Tool mit einer Kartenansicht einfach nachgetragen werden. In dieser Kartenansicht sind Kulturdenkmale ohne Koordinaten mit einem roten bzw. orangen Marker dargestellt und können durch Verschieben auf die richtige Position in der Karte mit Koordinaten versehen werden. Kulturdenkmale ohne Bild sind an einem blauen bzw. roten Marker erkennbar.
- Datierung: Baubeginn, Fertigstellung, Datum der Erstnennung oder grobe zeitliche Einordnung entsprechend des Eintrags in der sächsischen Denkmaldatenbank
- Beschreibung: Kurzcharakteristik des Kulturdenkmals entsprechend des Eintrags in der sächsischen Denkmaldatenbank, ggf. ergänzt durch die dort nur selten veröffentlichten Erfassungstexte oder zusätzliche Informationen
- ID: Vom Landesamt für Denkmalpflege Sachsen vergebene, das Kulturdenkmal eindeutig identifizierende Objekt-Nummer. Der Link führt zum PDF-Denkmaldokument des Landesamtes für Denkmalpflege Sachsen. Bei ehemaligen Kulturdenkmalen können die Objektnummern unbekannt sein und deshalb fehlen bzw. die Links von aus der Datenbank entfernten Objektnummern ins Leere führen. Ein ggf. vorhandenes Icon  führt zu den Angaben des Kulturdenkmals bei Wikidata.